# Cyathopsis
Cyathopsis  (лат.) — род растений семейства Вересковые.

## Ареал
Виды рода Cyathopsis встречаются в Австралии.

## Виды
По данным The Plant List, род включает в себя следующие виды:
- Cyathopsis albicans (Brongn. & Gris) Quinn
- Cyathopsis floribunda Brongn. & Gris
- Cyathopsis violaceospicata (Guillaumin) Quinn